# Falling (pel·lícula)
Falling és una pel·lícula dramàtica britànico-canadenca del 2020 escrita i dirigida per Viggo Mortensen en el seu debut com a llargmetratge. La pel·lícula és protagonitzada per Mortensen com John Peterson, un home gai de mitjana edat el pare conservador i homòfob del qual, Willis (Lance Henriksen) comença a presentar símptomes de demència, obligant-lo a vendre la granja familiar i traslladar-se a Los Angeles per viure amb John i el seu marit, Eric (Terry Chen). El repartiment de la pel·lícula també inclou Sverrir Gudnason, Laura Linney, Hannah Gross i David Cronenberg. Ha estat doblada i subtitulada al català.
Es va estrenar al Festival de Cinema de Sundance el 31 de gener de 2020. Va ser estrenat al Regne Unit el 4 de desembre de 2020 per Modern Films. Va ser llançat als Estats Units i al Canadà el 5 de febrer de 2021 per Quiver Distribution i Mongrel Media.

## Sinopsi
John (Viggo Mortensen) viu amb el seu marit, Eric (Terry Chen) a Califòrnia, lluny de la vida rural tradicional que va deixar enrere anys enrere. El seu pare, Willis (Lance Henriksen), viu sol a la granja aïllada on va créixer John. La ment de Willis es va apaivagant, de manera que John el porta a l’oest, amb l'esperança que ell i la seva germana, Sarah (Laura Linney), puguin ajudar el seu pare a trobar una casa més propera a ells. Les seves intencions es troben finalment amb la negativa enutjada de Willis a canviar de cap manera la seva forma de vida.

## Repartiment
- Viggo Mortensen - John Peterson
  - William Healy - John Peterson (15 anys)
  - Etienne Kellici - John Peterson (10 anys)
  - Grady McKenzie - John Peterson (5 anys)
- Lance Henriksen - Willis Peterson
  - Sverrir Gudnason - Willis Peterson (jove)
- Laura Linney - Sarah Peterson
  - Ava Kozelj - Sarah Peterson (10 anys)
  - Carina Battrick - Sarah Peterson (5 anys)
- Hannah Gross - Gwen Peterson
- Terry Chen - Eric Peterson
- Piers Bijvoet - Will
- Ella Jonas Farlinger - Paula
- Bracken Burns - Jill
- David Cronenberg - Proctòleg #1
- Paul Gross - Proctòlegt #2
- Bo Martyn - Assistent de vol
- Gabby Velis - Monica Peterson

## Producció
L'octubre de 2018, es va anunciar que Viggo Mortensen seria el protagonista de la pel·lícula, al costat de Lance Henriksen, Sverrir Gudnason, i que dirigiria des d'un guió que havia escrit. Mortensen i Daniel Bekerman actuaran com a productors de la pel·lícula sota la bandera de Scythia Films. El març de 2019, Laura Linney, Hannah Gross i Terry Chen es van unir al repartiment de la pel·lícula.
Mortensen no tenia intenció inicialment de fer el paper principal de la pel·lícula, però va trobar que, com que pràcticament no hi havia altres estrelles importants en el repartiment, comprometre's a actuar a la pel·lícula era l'única manera que aconseguia finançar la producció. El rodatge va començar el març de 2019. La filmació va tenir lloc a Los Angeles i al nord d'Ontario.

## Estrena
Fou estrenada a escala mundial Festival de Cinema de Sundance el 31 de gener de 2020. També es va projectar al Festival Internacional de Cinema de Toronto el setembre de 2020. Va ser estrenada al Regne Unit el 4 de desembre de 2020 per Modern Films. El desembre de 2020, Quiver Distribution va adquirir els drets de distribució nord-americana de la pel·lícula i la va estrenar el 5 de febrer de 2021. Va ser estrenada al Canadà el 5 de febrer de 2021.

## Recepció
La pel·lícula té una qualificació del 72% a Rotten Tomatoes basada en 60 comentaris, amb una mitjana ponderada de 6,40/10. El consens dels crítics del lloc web diu: "Tan complicada i complexa com la relació que hi ha al centre, la naturalesa repetitiva de Falling pot ser pesada, però el seu cor està clarament al lloc adequat." Metacritic informa d'una puntuació de 66 sobre 100 basada en 15 ressenyes de crítics, que indiquen "crítiques generalment favorables".
Falling va guanyar el 2020 el Premi Sebastiane i el premi "Destacat en l'edició d'imatges" del Directors Guild of Canada. També ha estat nominada a dos premis més.